# MYH7B
MYH7B‏ (Myosin heavy chain 7B) هوَ بروتين يُشَفر بواسطة جين MYH7B في الإنسان.